# علیرضا ذیحق
علیرضا ذیحق (متولد ۱۳۳۸ خوی) نویسنده، شاعر و مترجم اهل ایران است

## زندگی ادبی
مجموعه آثار وی در زمینه‌های ادبیات داستانی از ویژگی‌های خاص برخوردار است. وی در کارنامهٔ فرهنگی اش، سردبیری نشریاتی چون ۱- ماهنامه " دَده قورقود " در سالهای (۱۳۵۹–۱۳۶۲ - محل انتشار: تبریز)۲- هفته نامه " اورین خوی "(محل انتشار: شهرستان خوی/ سالهای انتشار: ۱۳۸۰–۱۳۸۱)۳- ماهنامه اندیشه فرهنگی (سالهای ۱۳۸۹–۱۳۹۰محل انتشار: شهرستان خوی)۴- هفته نامه " خوی "(محل انتشار: شهرستان خوی) را دارد. همچنین مؤلفِ آثار متعددی در زمینه‌های نقد ادبی و فرهنگ مردم می‌باشد که به زبان‌های فارسی و ترکی آذری منتشر شده‌اند.
علیرضا عطاران (علی آرام) در معرفی نویسنده می‌گوید: «علیرضا ذیحق نویسندهٔ پرتلاشی است که هم به فارسی می‌نویسد و هم به آذری. ضمن این که داستان‌هایی از فارسی به آذری ترجمه کرده‌است. «سعادت‌نامه» مجموعه‌داستان‌هایی از نویسندگان معاصر است. [محمدعلی جمال‌زاده، صادق هدایت، جلال آل احمد، غلامحسین ساعدی، علی اشرف درویشیان ،محمد بهارلو، علی آرام، میترا الیاتی، میترا داور، فرشته نوبخت] که به زبان آذری ترجمه شده‌است و به صورت فایل پی‌دی‌اف منتشر شده‌است. با این که من هیچ شناخت شخصی از علیرضا ذیحق ندارم -آشنایی‌ام با نویسنده فقط از طریق نوشته‌های او است. آن هم آنچه از طریق اینترنت توانستم به آن دسترسی پیدا کنم که بخش بیش‌تر آن را نیز خوانده‌ام- اول بار داستان کوتاه [عید خون] از نویسنده را خواندم. نمی‌خواهم بگویم که این داستان خوبی هست یا نیست. اما بنا به گفتهٔ نویسنده‌ای؛ هر داستانی که در ذهن آدم بنشیند و تا مدتی نتواند فراموش کند؛ می‌تواند معیار خوبی باشد. بهتر است بگویم بیش‌تر شناخت من از نویسنده، همین داستان است که شخصیت اصلی آن همیشه در ذهنم حضور دارد.».

## فعالیت‌ها
علیرضا ذی‌حق فارغ‌التحصیل دانشگاه تهران است وی نخستین اثر خود را در قالب یک داستان کوتاه با نام «معجزه سکه‌ها» در سال ۱۳۵۴به رشته تحریر درآورده و در مجله "دختران و پسران "چاپ شده‌است. وی اغلب آثار خود را به زبانهای فارسی و آذری به رشته تحریر درآورده است. بسیاری از نوشته‌های ذیحق در مجلات ادبی ایران به چاپ رسیده‌اند. وی آثارش را بعضاً با نام مستعار " آغ چایلی"چاپ می‌کند. وی در یکی از گفت‌وگوهایش چنین می‌گوید: «نوشته‌های پراکندهٔ زیادی دارم. بعضاً شده که در عرض یک ماه، بیش از ده نشریه به‌طور همزمان به چاپ شعرها، مقاله‌ها و قصه‌هایم اقدام کرده‌اند. شانس این را داشتم که آثارم مورد توجه نویسندگان، منتقدان و خوانندگان فهیم قرار گرفته‌است. همچنین نام و شرح آثارم به زبان ترکی آذری در ویکی‌پدیای آذربایجان به تفصیل درج شده‌است.» وی همچنین سردبیر نشریه اینترنتی فرهنگ و ادب به زبان‌های فارسی و ترکی آذری به نام مارال (۱۳۸۷–۱۳۹۰)بود. وی اشعار، نقدو داستان‌های کوتاه خود را در کنار دیگر آثار هنری نویسندگان و شاعران در این نشریه به چاپ می‌رساند. بعد از تعطیلی ماهنامه مارال وی آثار خود را در وبلاگ مارال منتشر می‌کند.

## آثار وی
- «تصمیم کبری در ساعت عشق» / مجموعه داستان
- «خوی ناغیل‌لاری» / افسانه‌های آذربایجان به ترکی آذری / ۱۳۹۳ نشر شعر سپید
- «احمد ایله عدالت داستانی» / داستان فولکلوریک آذربایجانی / ۱۳۸۵ نشر زوفا
- «اعلان عشق در باکو» / رمان / ۱۳۹۵نشر شعر سپید
- «زنی به نام آتش» / رمان /۱۳۹۲ نشر شعر سپید
- «سَدَت و صیاد» / داستان فولکلوریک آذربایجانی
- «عروس نخجوان»[۶][۷] / رمان / ۱۳۸۶ناشر: مؤلف
- «رقص مرگ در میهمانی آتش» / نقد و بررسی قصه‌های علیرضا ذیحق/ ۱۳۹۴ نشر شعر سپید
- «ایتگین اولدوز» /مجموعه داستانی به ترکی آذری /۱۳۸۵ نشر زوفا
- «سون پاریلتی» / مجموعه شعر به ترکی آذری / ۱۳۹۶ نشر شعر سپید
- «یئر گؤی عشق» / مجموعه داستان به ترکی آذری / ۱۳۹۵ نشر شعر سپید
- «غلام حیدر داستانی» / داستان فولکلوریک به ترکی آذری / ۱۳۷۶ ناشر: مؤلف
- «زخم شیشه»[۷] / مجموعه داستان / ۱۳۸۰ نشر زوفا
- «زنی به نام آتش»[۷] / رمان / ۱۳۹۲ نشر شعر سپید
- «عطش»[۷] / مجموعه شعر / ۱۳۹۳نشر شعر سپید
- " دلیران قفقاز / علی قافقازیالی " / ترجمهٔ رمان / ۱۳۹۸ نشر اختر
- " عقابها مرز نمی‌شناسند/ علی قافقازیالی " / ترجمهٔ رمان
- " کلید " / ترجمهٔ قصه‌های کوتاه "میترا داور " به ترکی آذری / ۱۳۹۷ انتشارات پر
- " مادیان سیاه عشق " / مجموعه شعر (ترجمهٔ اشعاری از شاعران ترکیه و آذربایجان)
- " قشقایی ائل ادبیاتی " / به ترکی آذری / ۱۳۶۰ ناشر: مؤلف
- " آذرایجان گولوشو / داستان‌های کوتاه طنز به ترکی آذری / ۱۳۶۱ انتشارات تلاش
- " رویا " / ترجمهٔ شعرهای منصوره اشرافی
- " صمد بهرنگی بی مرگ غبار آلود " / مجموعه مقالات
- " آوازهای طلایی " / مجموعه مقالات
- " شبهای استانبول " / رمان
- " حماسه و محبت در ادبیات شفاهی آذربایجان " / ۱۳۹۴ نشر شعر سپید
- " سعادتنامه " / ترجمهٔ داستانهایی از غلامحسین ساعدی، علی اشرف درویشیان و… به ترکی آذری